# Церковь Успения Пресвятой Богородицы (Родня)
Церковь Успения Пресвятой Богородицы — православный храм в селе Родня Старицкого района Тверской области. Церковь отстроена в XIX веке и расположена на правом берегу реки Волги.

## История
Каменная Успенская церковь была построена в 1844 году при материальной помощи местного помещика Евграфа Николаевича Ланского. Храм и примыкающее к нему кладбище расположились на территории городища, тем самым нарушив укрепление и территорию[прояснить]. Внутренняя роспись храма исполнена старицким художником П. Е. Жуковым в 1903 году.
На 1901 год приход составлял из жителей села Родня и ряда близлежащих деревень: Запрусцево, Степанцово, Суровцово, Елизаветино, Калошино, Сухоплачево и Сердино. В общем количестве 237 дворов (798 мужчин, 898 женщин).
На 1914 год приход составлял из жителей села Родня и деревень: Запрусовцево, Сухоплачево, Ордино, Суровцево, Степанцево, Калошино, Елизаветино. В общем количестве 930 мужчин и 1036 женщин.
Церковь действовала до 1933 года, затем вновь с 1947 по 1950 годы. После вплоть до 1960-х здание храма использовалось как склад зерна колхоза «Волга». Когда деревянные полы церкви пришли в негодность, склад перенесли, и здание церкви закрыли.
В 2010 году началось восстановление храма, в 2012 году при содействии наместника Старицкого Свято-Успенского монастыря игумена Дмитрия было удовлетворено прошение о внесение церкви в реестр действующих храмов Тверской области. В храме восстановили проведение службы и церковных таинств. Но временно прервали по случаю реставрационных работ. В церкви уже поставлены купола, кресты, повешен колокол, очищена и восстанавливается дорога и прилегающее кладбище.
Храм имеет статус объекта культурного наследия Тверской области в категории выявленного объекта.

## Архитектура
Храм каменный, четырёхстопный, пятиглавый. Построен в двух архитектурных стилях: классицизме и русско-византийском. По конструкции близко к работам архитектора Константина Тона. Сферическая форма центрального купола. Здание церкви имеет 4 входа. В плане храм представляет равноконечный крест.

## Внутреннее оформление
В интерьере сохранились остатки масляной живописи, исполненной старицким живописцем Петром Жуковым в 1903 году. Внутри имеется три престола с Богоявленским и николаевским тёплыми пределами.